# Бравро
Бравро (др.-греч. Βραυροῦς; вторая половина V века до н. э.) — жена царя фракийского племени эдонов Питтака, упоминаемая в связи с событиями Пелопоннесской войны.
О жене царя фракийского племени эдонов Питтака Бравро известно из «Истории» Фукидида. Когда в декабре 424 года до н. э. амфипольцы сдались Брасиду, на сторону Спарты перешёл эдонский город Миркин — после того как Бравро вместе с сыновьями некоего Гоаксия убила собственного мужа. Более о них и их отношениях, как отметили исследователи, ничего не известно. По предположению П. Делева, Питтак, возможно, придерживался проафинской ориентации, и его гибель предоставила преемникам возможность оказать поддержку Спарте.